# Lorenzo Salvi

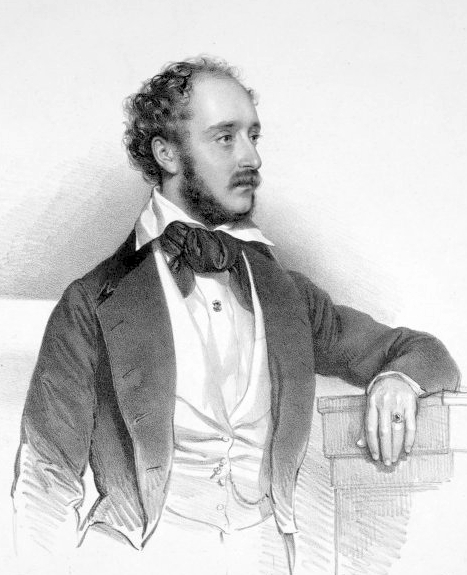
Lorenzo Salvi by Josef Kriehuber.

Lorenzo Salvi (Ancona, 4 de maio de 1810 - Bolonha, 16 de janeiro de 1879) foi um tenor italiano que teve uma grande carreira operística durante o século XIX. Ele foi associado com as óperas de Gaetano Donizetti e Giuseppe Verdi, cantando algumas das premières mundiais das óperas de ambos os compositores.

## Biografia
Lorenzo Salvi estudou com Bonaccini em Nápoles, antes de fazer sua estreia profissional em óperas, como Cam na première mundial de Il diluvio universale de Gaetano Donizetti, dia 28 de fevereiro de 1830 no Teatro San Carlo. Essa apresentação foi seguida por inúmeras outras na casa de ópera de Zadar em 1830 e 1831. Ele tornou-se o cantor principal do Teatro Valle em Roma, cantando no ano de 1832. Com a companhia ele interpretou inúmeros papéis, como o papel título de Otello de Gioachino Rossini, ao lado de Maria Malibran como Desdemona e Fernando em Il furioso all'isola di San Domingo de Gaetano Donizetti, em 1833.
Nas próximas duas décadas, Salvi foi o tenor líder da Itália, cantando papeis com as maiores casas de ópera do país. Em 21 de agosto de 1836, ele cantou a première mundial de Betly de Donizetti, no Teatro Nuovo em Nápoles. Ele foi cantar mais duas estreias de Donizetti no Teatro alla Scala em 1839 (no papel de Gianni di Parigi) e no Teatro Apollo em 1841 (no papel de Oliverio de Adelia).
De 1836 a 1840, Salvi conquistou muitos sucessos no Teatro Farlo Felice. Um triúnfo particular foi o papel de Arnold em William Tell de Gioachino Rossini em 1840. De 1839 a 1842 ele apresentou-se regularmente no La Scala. Durante esse período ele cantou papéis em premières mundiais, como as duas primeiras óperas compostas por Giuseppe Verdi: Ricardo em Oberto em 17 de novembro de 1839 e Edoardo em Un giorgio di regno em 5 de setembro de 1840. Outros sucessos no La Scala foram as performances da produção original de Un duello sotto Richelieu de Federico Ricci, em 138 e o papel de Tonio na première na casa, de La fille du regimént de Donizetti em 1840.
Em 1843, Salvi fez suas primeiras apresentações na França, no Théâtre-Italien como Edgardo em Lucia di Lammermoor de Donizetti e Riccardo em Maria di Rohan de Donizetti. De 1847 a 1850 ele cantou anualmente como artista convidado no Royal Opera House, Covent Garden em Londres, onde o tremendo sucesso fez ele virar um dos heróis das óperas de Donizetti e de Vincenzo Bellini. Ele também viajou a América do Norte algumas vezes durante sua carreira, com notáveis performances no Niblo's Garden. Em 1851 ele fez uma série de concertos em sua turnê pelos Estados Unidos ao lado da soprano sueca Jenny Lind. Ele também fez parte da primeira performance do hino nacional mexicano, dia 15 de setembro de 1851.
Salvi foi casado com a soprano italiana Adelina Spech-Salvi, que também construiu uma importante carreira. Salvi morreu em Bolonha em 1879, aos 68 anos de idade.